# Nummerierung (Telekommunikation)

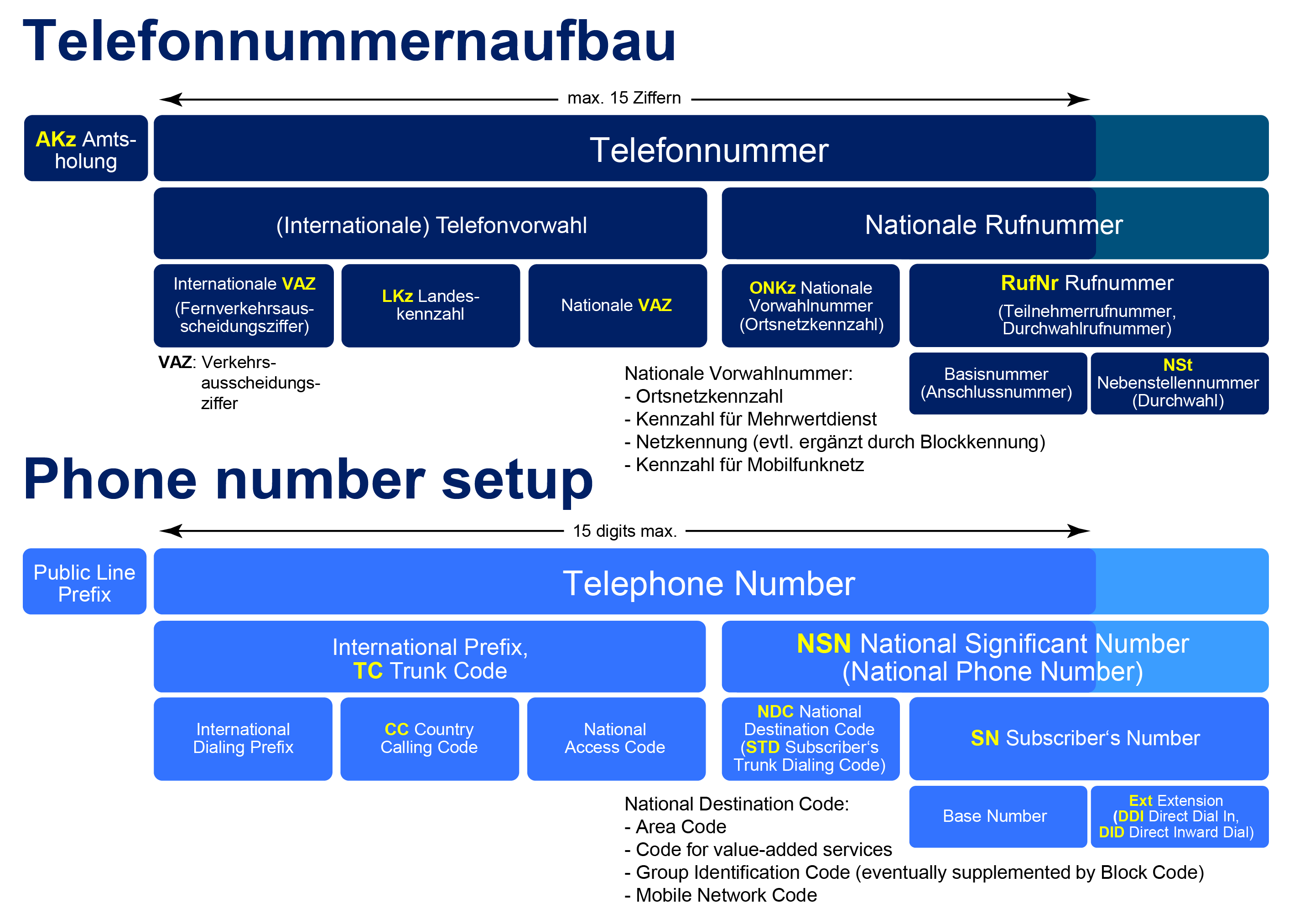
Der Aufbau von Telefonnummern

Nummerierung (engl. numbering) ist in der Telekommunikation die Zuordnung von Ziffernfolgen zu Endgeräten oder Kommunikationsnetzen, um diese adressieren zu können. Ein bekanntes Beispiel einer Nummerierung ist der Nummerierungsplan für Telefonnummern, aber auch die Adressierung im Internet mittels IP-Adressen oder die Postzustellung mittels Postleitzahlen erfolgen über Ziffernfolgen.

## Nummerierung in Sprachnetzen

### Rufnummernvergabe nach ITU-T E.164
Die Rufnummernvergabe in Sprachnetzen erfolgt auf Basis der Empfehlung E.164 der ITU-T. Eine internationale E.164-Rufnummer ist demnach eine auf 15 Ziffern (ohne Verkehrsausscheidungsziffer) längenbegrenzte Adresse, die in verschiedene Blöcke unterteilt ist. Gewöhnliche internationale Rufnummern bestehen aus
- einer Landeskennzahl (z. B. 49 für Deutschland) mit 1 bis 3 Ziffern, welche das Zielland des Anrufs bestimmt,
- einem National Destination Code (NDC), der beispielsweise ein Ortsnetz (30 für Berlin), eine Netzbetreiberkennzahl oder einen Mehrwertdienst (800 für gebührenfreie Verbindungen) anwählen kann, und
- der Teilnehmerrufnummer (SN, Subscriber Number), ggf. mit Durchwahlziffern für eine Telefonanlage.

### Verkehrsausscheidungsziffer
Hauptartikel: Verkehrsausscheidungsziffer
Beim Aufbau einer Telefonverbindung können nationale und internationale Vorwahlen verwendet werden, um das gewünschte Land, Ortsnetz oder den jeweiligen Dienst auszuwählen. Um die Telefonverbindung aufbauen zu können, benötigt das Netz jedoch neben der eigentlichen Vorwahl noch die nationale oder internationale Verkehrsausscheidungsziffer (VAZ) als Signalisierungsinformation. In den meisten Ländern lautet die VAZ für Inlandsverbindungen 0 (Ungarn hat die VAZ 06), während als VAZ für die internationale Ebene meist 00 verwendet wird.

## Offene und verdeckte Nummerierung

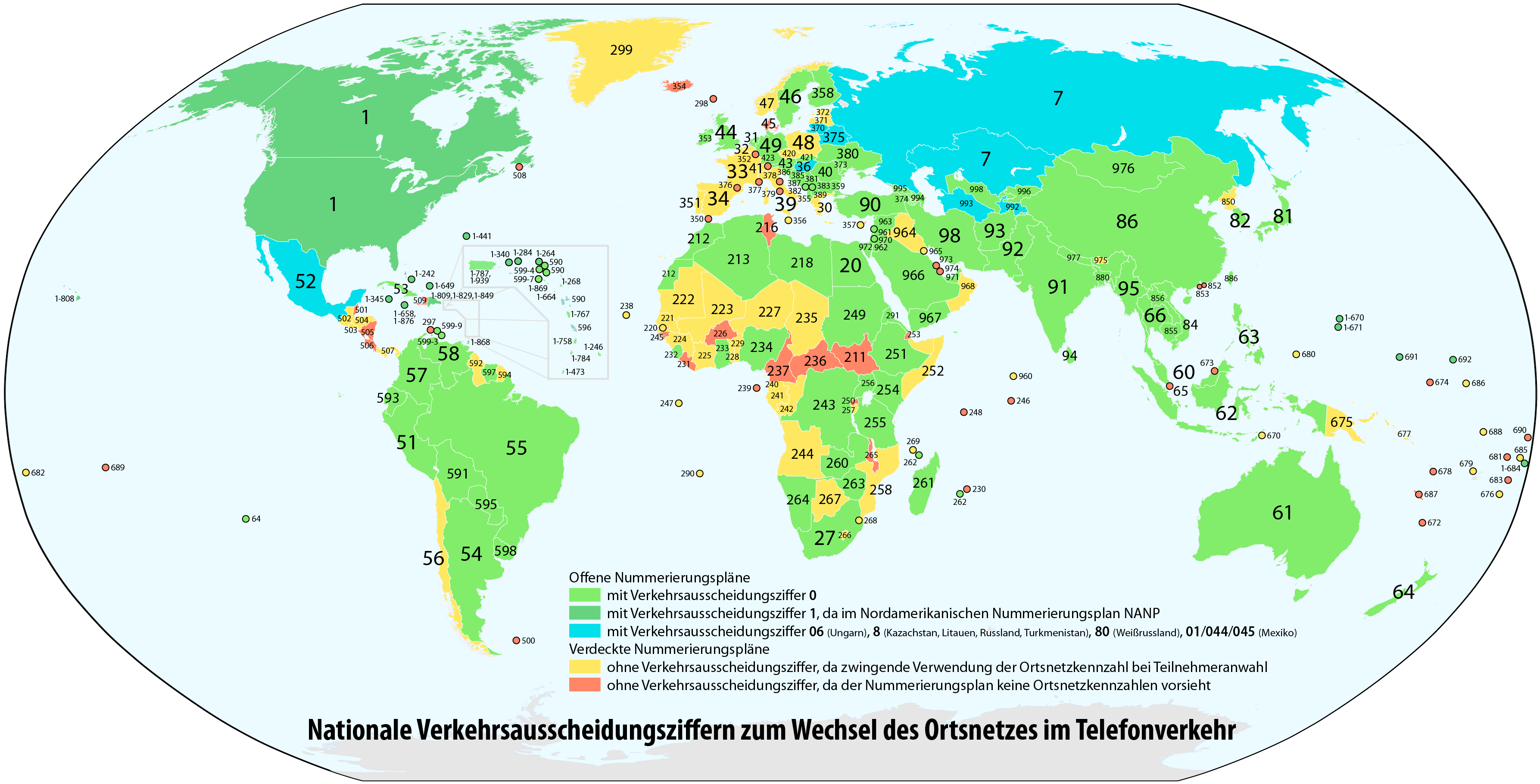
Weltweite Verbreitung von offener und verdeckter Nummerierung

### Offene Nummerierung
Können Teilnehmer innerhalb desselben Nummerierungsbereichs, also beispielsweise im selben Ortsnetz, lediglich durch das Wählen der Teilnehmerrufnummer eine Verbindung zueinander aufbauen, so spricht man von offener Nummerierung. Bei einer offenen Nummerierung benötigt der Initiator einer Verbindung die Kenntnis darüber, in welchem Nummerierungsbereich er sich befindet, um entscheiden zu können, ob er eine Vorwahl verwenden muss oder nicht. Aus diesem Konzept heraus ist es in einem offen nummerierten Netz möglich, aus der vollständigen Rufnummer bzw. der Vorwahl Rückschlüsse auf den Standort des Teilnehmers zu ziehen. Ein Beispiel für offene Nummerierung ist die Adressierung der Teilnehmer innerhalb einer Telefonanlage.

### Verdeckte Nummerierung
Bei verdeckter Nummerierung müssen die Teilnehmer immer die vollständige Rufnummer wählen, unabhängig davon, ob sich beide Anschlüsse im selben Netz befinden oder nicht. Die Kennzahl des Nummerierungsbereichs ist ein fester Bestandteil der Rufnummer. Da bei verdeckter Nummerierung im Fall einer Rufnummernmitnahme die ganze Rufnummer inklusive Nummerierungsbereich übernommen wird, sind aber Rückschlüsse auf Standort oder Dienstanbieter im Gegensatz zur offenen Nummerierung nicht oder nur eingeschränkt möglich. Verdeckte Nummerierung findet beispielsweise im deutschen Mobilfunknetz Anwendung.

### Universal Personal Telecommunications
Universal Personal Telecommunications (UPT), ein Konzept der ITU aus dem Jahre 2001, erweitert das Prinzip der verdeckten Nummerierung um die internationale Ebene. Unter der Länderkennzahl 878 ist es somit möglich, eine weltweit einheitliche Rufnummer zu erhalten.

## Nummerierung in Datennetzen
Die Adressierung in Datennetzen erfolgt üblicherweise ebenfalls über eine numerische Adresse, die sogenannte IP-Adresse. In der momentan am verbreitetsten Version des IP-Protokolls, IPv4, besteht eine IP-Adresse aus vier Bytes, also in numerischer Darstellung vier Blöcken mit den Zahlenwerten 0 bis 255. In der dotted-decimal-notation werden diese vier Dezimalblöcke durch Punkte getrennt, so lautet beispielsweise eine Adresse „192.168.0.27“. Im Internet werden Dienste vom Anwender jedoch üblicherweise über alphanumerische Domainnamen adressiert, da diese leichter zu merken sind. Diesen Namen ist eine IP-Adresse zugeordnet, die über den Domain Name System aufgelöst werden kann.
Da bei IPv4 zwar theoretisch 232, also 4.294.967.296 mögliche Adressen zur Verfügung stehen, aber durch die großzügige Reservierung bestimmter Adressbereiche weite Teile davon nicht öffentlich nutzbar sind, wurde mittlerweile IPv6 entwickelt, um einer Adressknappheit zu entgehen. IPv6 ermöglicht einen Adressierungsraum mit maximal 2128 Adressen.

## Telephone Number Mapping (ENUM)
Seit der Entwicklung der IP-Telefonie existiert auch der Bedarf einer Integration des Verkehrs der Sprach- und Datennetze. Zu diesem Zweck wurde das Telephone Numbering Mapping – kurz ENUM – entwickelt. Mittels ENUM wird eine E.164-Rufnummer in eine IP-Adresse übersetzt. Über das Domain Name System können dann für diese Adresse ein oder mehrere Ziele angegeben werden, die untereinander verschiedene Prioritäten besitzen können. Beim Wählen einer ENUM-Telefonnummer kann der Anruf folglich je nach der hinterlegten Präferenz des Angerufenen zu verschiedenen Anschlüssen oder Diensten vermittelt werden.